# Joyce Reynolds (Schauspielerin)
Joyce Reynolds (* 7. Oktober 1924 in Detroit, Michigan; † 24. September 2019) war eine US-amerikanische Schauspielerin.

## Leben
Joyce Reynolds wurde während einer Vorführung an der University of California in Los Angeles von einem Talentagenten entdeckt. Dies brachte ihr einen Vertrag mit Warner Brothers ein.
Reynolds war von 1942 bis 1950 als Schauspielerin in insgesamt zehn Filmen der Filmgesellschaft zu sehen. Ihre erste kleine Filmrolle hatte sie 1942 in Yankee Doodle Dandy neben James Cagney. In der folgenden Zeit wurden ihre Rollen zusehends größer. 1944 spielte sie ihre erste und einzige Hauptrolle als Janie Conway in dem Musikfilm Janie unter Regie von Michael Curtiz. Dieser Film brachte ihr allerdings trotz durchweg positiver Kritiken nicht den erhofften Durchbruch. Ihre letzte größere Rolle hatte sie 1948 in der Komödie Wallflower. 1950 drehte sie mit Girls’ School ihren letzten Film, ehe sie nach nur acht Jahren ihre Karriere als Schauspielerin beendete.
Joyce Reynolds war fünfmal verheiratet und wurde Mutter von zwei Kindern.

## Filmografie
- 1942: Yankee Doodle Dandy
- 1942: Unser trautes Heim (George Washington Slept Here)
- 1943: Liebesleid (The Constant Nymph)
- 1943: Thank Your Lucky Stars
- 1944: Die Abenteuer Mark Twains (The Adventures of Mark Twain)
- 1944: Janie
- 1944: Hollywood Canteen
- 1947: Always Together
- 1948: Wallflower
- 1950: Girls’ School